# Jack Bradbury
Pour les articles homonymes, voir John Bradbury et Bradbury.
John Morin Bradbury, dit Jack Bradbury (27 décembre 1914, Seattle, Washington - 15 mai 2004, Sylmar, Californie), est un animateur et auteur de comics américain. Il a travaillé pour les studios Disney au début des années 1940 puis Warner Brothers et sa carrière dans les comics débute en 1947.

## Biographie
Bradbury commence sa carrière aux studios Disney à l'âge de 20 ans comme intervalliste sur des courts métrages de Mickey Mouse, des Silly Symphonies.
Il travaille ensuite comme animateur sur des scènes clés de Pinocchio, Fantasia et Bambi. Il quitte les studios Disney en 1941 après la grève des studios Disney et rejoint brièvement le studio de  Friz Freleng, sous contrat avec Warner Brothers.
En 1947, il débute chez Western Publishing en illustrant des Little Golden Books et autres ouvrages pour enfants.
Entre 1950 et 1960, il dessine le personnage d'Oswald le lapin chanceux, créé par Disney mais alors détenu par Universal.
En 1966, il crée avec Vic Lockman le personnage d'Oscar Rapace.
En 1969 en raison de problèmes de vue, il arrête le dessin au profit de l'écriture de scénario pour des comics.
Il meurt en 2004 d'une insuffisance rénale aiguë.

## Filmographie
- 1937 : Blanche-Neige et les Sept Nains
- 1938 : Ferdinand le taureau
- 1938 : Symphonie d'une cour de ferme
- 1940 : Pinocchio
- 1940 : Fantasia séquence La Symphonie pastorale
- 1942 : Bambi
- 1943 : Jack-Wabbit and the Beanstalk
- 1944 : Meatless Flyday
- 1944 : Hare Force
- 1944 : Stage Door Cartoon
- 1945 : Herr Meets Hare